# Reprezentacja Niemiec na Mistrzostwach Europy w Wioślarstwie 2009
Reprezentacja Niemiec na Mistrzostwach Europy w Wioślarstwie 2009 liczyła 16 sportowców. Najlepszymi wynikami było 2. miejsce w czwórce bez sternika wagi lekkiej mężczyzn.

## Medale

### Złote medale
Brak

### Srebrne medale
czwórka bez sternika wagi lekkiej mężczyzn (LM4-): Matthias Schömann-Finck, Jost Schömann-Finck, Jochen Kühner, Martin Kühner

### Brązowe medale
Brak

## Wyniki

### Konkurencje mężczyzn
- jedynka (M1x): Martin Gulyas – 7. miejsce
- dwójka bez sternika (M2-): Hannes Heppner, Maximilian Reinelt – 6. miejsce
- czwórka podwójna (M4x): René Bertram, Philipp Wende, Daniel Makowski, Rene Burmeister – 4. miejsce
- czwórka bez sternika wagi lekkiej (LM4-): Matthias Schömann-Finck, Jost Schömann-Finck, Jochen Kühner, Martin Kühner – 2. miejsce

### Konkurencje kobiet
- jedynka (W1x): Ulrike Törpsch – 10. miejsce
- dwójka bez sternika (W2-): Michaela Schmidt, Anne Becker – 6. miejsce
- dwójka podwójna (W2x): Julia Lepke, Carina Baer – 7. miejsce